# Товариство Святого Івана Хрестителя в Монреалі

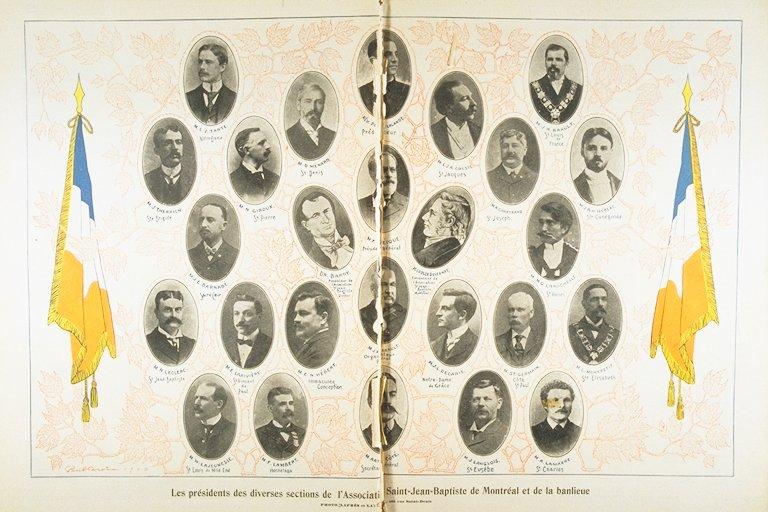
Керівники секцій, 1903

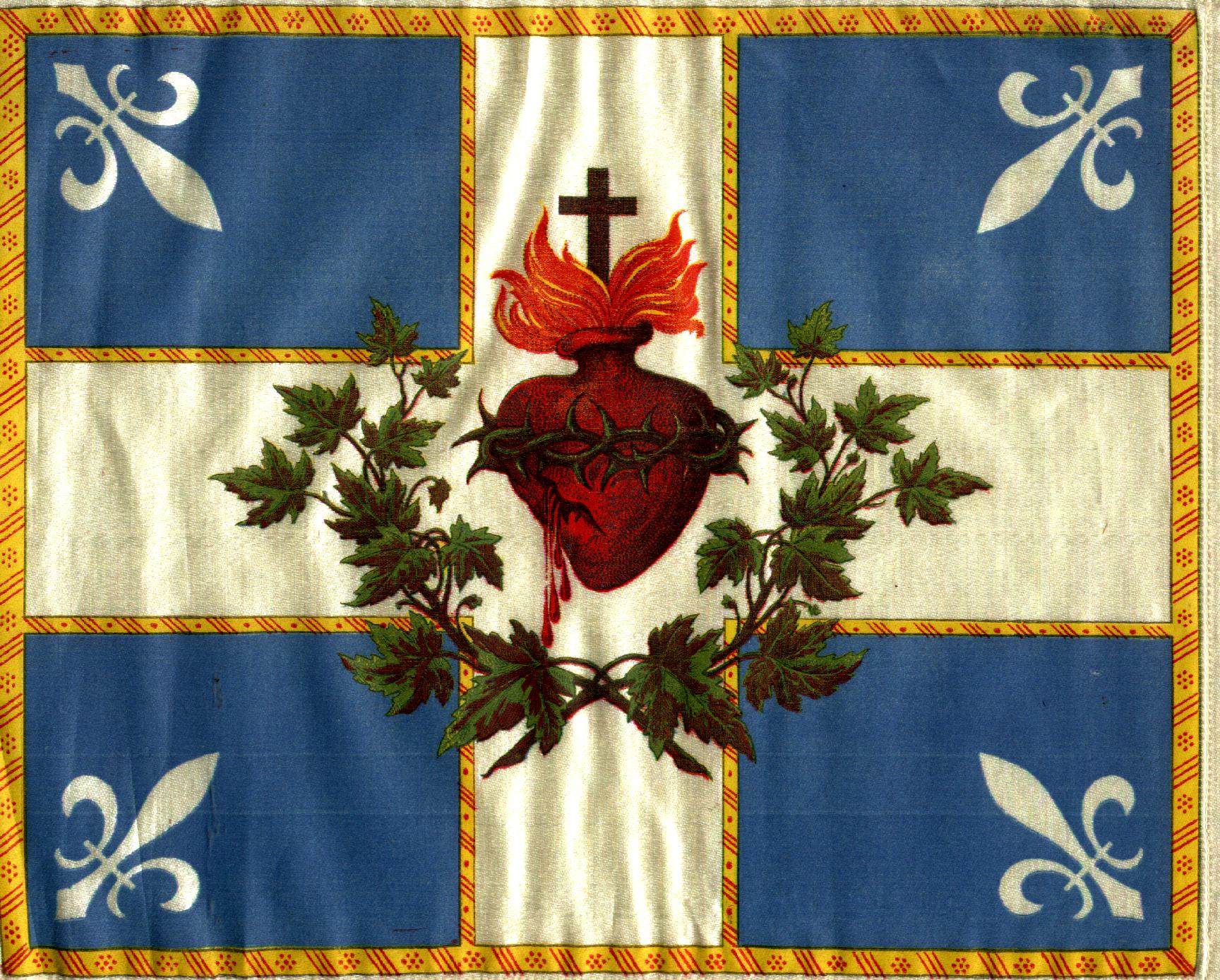
Carillon Sacré-Coeur: традиційний прапор Товариства, що став зразком для сучасного прапора Квебеку.

Товариство Святого Івана Хрестителя у Монреалі (фр. Société Saint-Jean-Baptiste de Montréal, SSJB — Сосієте́ Сен-Жан-Баті́ст де Монреа́ль) — квебекська організація, що ставить за мету захист французької мови та квебекської культури, а також підтримує незалежність Квебеку.
Заснована 8 березня 1834 журналістом Лудже Дюверне (фр. Ludger Duvernay). Від початку свого існування, діяльність Товариства була спрямована на захист національних прав франко-канадців. Втім, деякі концепції змінилися з часом. Зокрема, відбувся перехід від етнічного, до мовно-територіального націоналізму. Орієнтація на суверенітет Квебеку починається з 1960х років. До того йшлося про захист франко-канадської культури у межах Канади. Якщо до 1960х років Товариство ставило за мету захист католіцизму, то у теперішні часи воно повністю світське і позарелігійне.
Назва Товариства пояснюється тим, що Святий Іван Хреститель вважається покровителем французької Канади і зокрема Квебеку.
Саме Товариство запровадило 24 червня, День Св. Івана Хрестителя, як національне свято франко-канадців. Тепер цей день відмічається у Квебеку, як загально-національне свято мешканців провінції (незалежно від етнічного походження).
Прапор Товариства — Карійон-Святе-Серце-Ісуса (фр. Carillon Sacré-Coeur) — став основою для сучесного прапора Квебеку.
Канадський гімн — фр. Ô Canada — було вперше виконано 24 червня 1880 на зібранні Товариства Святого Івана Хрестителя. Тоді він вважався гімном франко-канадської нації. Сто років пізніше, 1 липня 1980, цю пісню оголошено гімном всієї Канади.
У наші часи, Товариство Сен-Жан-Батіст входить до Національного руху квебечок і квебекців (фр. Mouvement national des Québécoises et Québécois) — федерації квебекських національних організацій провінції